# Tvang
Begrebet tvang har to betydninger:
- teknisk eller mekanisk om, at der ved tryk, pres eller fastholden gennemføres eller hindres en handling eller et fænomen.
- filosofisk om en relation mellem to (menneskelige) viljer.

Hvis én person (eller instans) med fysisk eller psykisk magt gennemtvinger sin vilje over for en anden, kan man tale om tvang.
Grundforudsætningen for begrebet er, at man anerkender "den frie vilje".
Oplevet tvang udgør et kontinuum:
Hvis forholdet mellem to individer ikke er helt jævnbyrdigt, vil der indsnige sig ulighed i relationen, hvor den underlegnes oplevelse af tvang kan antage alle grader fra fuld anerkendelse, over modvillig accept til magtesløs modvilje.
I ethvert ikke-anarkistisk samfund findes en rollefordeling af hierarkisk karakter, hvor individer af højere rang har lov til i et vist omfang at udføre tvang over for individer og grupper af lavere rang.
Dette er i det danske samfund regelfæstet i bl.a. lovgivning inden for civil og militær straffelov, politiets regelsæt (Politilovens kapitel 4) og Psykiatriloven. Til alle disse bestemmelser er knyttet kontrolforanstaltninger, for at sikre, at tvang og magt ikke anvendes i videre omfang end nødvendigt.
Ud over den lovlige tvang findes også ulovlig tvang, der som udgangspunkt er en strafbar overtrædelse af straffeloven.